# Lake Ngardok
Lake Ngardok is een meer op het Palause hoofdeiland Babeldaob. Het meer ligt in de staat Melekeok, aan de oostkust van het eiland, en is het grootste natuurlijke zoetwatermeer in Micronesië.
Lake Ngardok is met de zee verbonden door de Ngerdorchrivier, waarlangs zeekrokodillen (Crocodylus porosus) het meer bereiken.